# جيسوس جيل آبرو
جيسوس جيل آبرو (بالإنجليزية: Jesus Gil Abreu)‏ هو مربي ماشية أمريكي، ولد في 1 سبتمبر 1823 في سانتا فيه في الولايات المتحدة، وتوفي في 30 يونيو 1900.